# 橋爪真弘
橋爪 真弘（はしづめ まさひろ、Masahiro HASHIZUME）は、日本の医師、国際保健学者。学位はPhD（ロンドン大学・2007年）。東京大学大学院医学系研究科 教授。専門は公衆衛生、気候変動など。
長崎大学熱帯医学研究所 客員教授なども併任している。

## 略歴
- 1996年 - 日本医科大学医学部 卒業
- 2001年 - 東京大学大学院医学系研究科 国際保健学専攻 修士課程修了
- 2003年 - ロンドン大学衛生熱帯医学大学院 修士課程（環境疫学）修了
- 2006年 ~ 2008年 - 長崎大学熱帯医学研究所 熱帯感染症研究センター・COE研究員
- 2007年 - ロンドン大学衛生熱帯医学大学院 博士課程修了
- 2008年 - 長崎大学熱帯医学研究所 国際保健学・助教
- 2012年 - 長崎大学熱帯医学研究所 小児感染症学・教授
- 2015年 - 長崎大学大学院 熱帯医学・グローバルヘルス研究科・教授
- 2019年 - 現在 東京大学大学院医学系研究科 国際保健学専攻 国際社会医学講座 国際保健政策学・教授[2]

## メディア出演
- クローズアップ現代「熱中症以外にも!?新たなリスク「気候変動関連死」」（2024年9月10日初回放送、NHK）[3]

など

## 所属学会
- 日本熱帯医学会 理事[4]
- 日本疫学会
- 日本健康学会
- 日本公衆衛生学会
- 大気環境学会
- 日本小児科学会

など